# МОДР
Міжнародна організація допомоги борцям революції , або МОДР (рос. Международная организация помощи борцам революции (МОПР)) — комуністична організація, що надавала матеріальну підтриму комуністичним терористам та лівим діячим по всьому світу. Створена 1922 року за рішенням Комінтерну. Мала відділення у десятках країн світу. Аналог комуністичного Червоного хреста. Перестала існувати 1947 року. На честь організації названо житловий масив Кривого Рогу, Україна.

## Історія
Створена 1922 року рішенням 4-го Конгресу Комінтерну. Задачі МОДР визначались таким чином: 
|  | МОДР є організацією позапартійною і ставить собі на меті юридичну, моральну й матеріальну допомогу ув’язненим борцям революції, їхнім родинам і дітям, а також родинам загиблих товаришів. МОДР об’єднує навколо себе широкі маси робітників, селян та дрібних службовців без розрізнення їхньої партійної належності. |

 В березні 1923 ЦК МОДР оголосив День Паризької Комуни (18 березня) своїм святом. До 1924 організація мала секції у 19 країнах. До 1932 МОДР об'єднувала 70 національних секцій, що включали близько 14 млн чоловік (з них 9,7 млн чоловік входили в МОДР СРСР, внески якої до фонду були найбільш значущими). До 1936 року МОДР, як і НКВС, мала право на видачу дозволів на в'їзд до СРСР. У міжнародному масштабі діяла до Другої світової війни. Радянська секція МОДР працювала до 1948 року (рішення ЦК МОПР СРСР від 12 лютого 1948 про розпуск секцій МОПР СРСР).
МОДР організовувала допомогу й підтримку Антоніо Грамші, Георгію Димитрову, Сакко і Ванцетті.

## Голови ЦК МОДР
- Юліан Мархлевський (1922–1925)
- Клара Цеткін (1925–1927)
- Олена Стасова (1927–1937)

В роботі центральних органів МОДР брала участь Тіна Модотті.

## Секції
За час роботи МОДР існували такі національні секції:
- Австрія: Österreichische Rote Hilfe;
- Болгарія;
- Велика Британія: International Class War Prisoners Aid;
- Німеччина: Rote Hilfe Deutschlands;
- Іспанія: Socorro Rojo Internacional;
- Італія: Soccorso rosso italiano. У «роки свинцю» (1970-ті), які стали десятиліттям терактів та політичної нестабільності, в Італії діяло декілька організацій Soccorso Rosso, що надавали юридичну, фінансову й організаційну допомогу радикальним позапарламентським лівим.
- Мексика: Ліга підтримки борців, яких переслідують, (Liga Pro Luchadores Perseguidos). Наприкінці 1920-их років Фарабундо Марті став главою МОДР у Латинській Америці. Хуліо Антоніо Мелья, глава Комуністичної партії Куби, що перебував з 1926 року у вигнанні в Мексиці, став провідною постаттю в діяльності МОДР в країні.
- Нідерланди: Roode Hulp Holland;
- Норвегія: Norges Roede Hjelp;
- Польська республіка: Czerwona Pomoc, з 1925 року — Czerwona Pomoc w Polsce. В жовтні 1933 року польська організація МОДР налічувала 9 тис. членів, з них 3 тис. у Західній Білорусі й Західній Україні. У 1936 році організувала конгрес працівників культури у Львові. У 1938 розпущена разом з КПП.
- СРСР: Міжнародна організація допомоги борцям революції. Радянська секція МОДР була найбільш масовою й основним джерелом грошових коштів для міжнародної організації. Закрита 1947 року.
- США: International Labor Defence. Американська секція була заснована в липні 1925 року на з'їзді в Чикаго. В Чикаго розташовувалась її штаб-квартира. Лідерами ILD були Джеймс Кеннон та Вільям Патерсон[en]. У 1946 об'єдналась з Національною федерацією за конституційні свободи й утворила нову організацію — Конгрес за громадянські права[en].
- Фінляндія: Suomen Punainen Apu;
- Франція: Secours Rouge International;
- Швеція: Internationella röda hjälpen — svenska sektionen;
- Югославія: Међународна црвена помоћ / Međunarodna crvena pomoć.

## Видання
У Києві у 1924-1925 губернський відділ МОДР видавав журнал «Наша допомога».